# Milka Irene
Milka Irene Soobya es una actriz y política ugandesa más conocida por su actuación en la serie dramática Deception de NTV Uganda y Power of Legacy.

## Carrera
Debutó en un papel menor en la serie de televisión Makutano Junction. Sin embargo, ganó popularidad cuando fue elegida para el papel principal de Monica en la serie dramática Deception de NTV Uganda de 2013 a 2016. Más tarde trabajó en películas dirigidas por Akpor Otebele The Rungu Girls, Honeymoon is Exaggerated, Christmas in Kampala y Taxi 24. En 2018, fue elegida para Power of Legacy como Fifi Aripa.
En 2020, se unió a la política al postularse para el puesto de Miembro del Parlamento para la ciudad de Jinja bajo la bandera del Movimiento de Resistencia Nacional cuando Jinja fue declarada ciudad.

## Filmografía
| Año            | Título                      | Rol                        | Notas                 |
| -------------- | --------------------------- | -------------------------- | --------------------- |
| 2013 -2016     | Deception"                  | Monica                     | Protagonista          |
| 2016           | Christmas in Kampala        |                            |                       |
| 2016           | The Rungu Girls             |                            |                       |
| 2016           | Honeymoon is so Exaggerated |                            |                       |
| 2016           | Taxie 24 ug                 |                            |                       |
| 2016 - to-date | Family Affairs              | ella misma– Copresentadora | Talk Show en Spark TV |
| 2018           | Power of Legacy             | Fifi Arripa                | serie de televisión   |